# Markers
Markers est un logiciel libre de peinture numérique pour le système d'exploitation Android de Google, à destination des smartphones et tablettes tactiles.
Il a la particularité d'être capable de gérer la pression du doigt en fonction de la surface du doigt étalée sur l'écran, grâce à l'interface de programmation de Davik. Sur certains modèles cependant cela ne fonctionne pas. Il est également capable de gérer la pression du S Pen sur les tablettes et phablettes de la série Samsung Galaxy Note.
La gestion des calques est très limitée. Elle se fait par sauvegarde de chaque image peinte séparément. Puis ajout du calque sur un existant.